# 1990年の自転車競技
1990年の自転車競技（1990ねんのじてんしゃきょうぎ）では1990年の自転車競技について記述する。

## 主なできごと
- 世界選手権自転車競技大会史上初めてのアジアでの開催が、日本の群馬県と栃木県で行われ、トラックレースはグリーンドーム前橋で、ロードレースは宇都宮市森林公園周回コースがそれぞれ会場となった。
- 世界選手権・プロスプリントで日本勢がメダル獲得を逸し、同種目における連続メダル獲得記録は途絶えた。しかし、アマタンデムスプリントにおいて稲村成浩（当時 前橋工業高等学校）、齋藤登志信（当時 山形電波工業高等学校）のコンビが2位に入り、トラックレース同大会における日本勢の連続メダル獲得記録は16年連続となった。
- ジャンニ・ブーニョがジロ・デ・イタリアで全区間総合首位の「完全優勝」を達成。
- 滝澤正光が全日本競輪王戦を制し、井上茂徳に次ぐ史上2人目となる特別競輪（現在のGI）グランドスラムを達成。
- マウンテンバイクの世界選手権が開始された。
- 2年ぶりに開催されたKEIRINグランプリで、スタートのやり直しが3回も繰り返される事態が発生。
- 広島の開催から、ふるさとダービーは4日間開催となった。

## 主な成績

### ロードレース
- ブエルタ・ア・エスパーニャ：4月24日〜5月15日
  - 総合優勝：マルコ・ジョヴァンネッティ（ イタリア、スール） 94時間36分40秒
  - ポイント賞：ウーヴェ・ラープ（ 東ドイツ）
  - 山岳賞：マルティン・ファルタン（ コロンビア）
- ジロ・デ・イタリア：5月18日〜6月6日
  - 総合優勝：ジャンニ・ブーニョ（ イタリア、シャトー・ダックス） 91時間51分08秒
  - ポイント賞：ジャンニ・ブーニョ（ イタリア）
  - 山岳賞：クラウディオ・キアプッチ（ イタリア）
- ツール・ド・フランス：6月30日〜7月22日
  - 総合優勝：グレッグ・レモン（ アメリカ合衆国、Z） 90時間43分20秒
  - ポイント賞：オラフ・ルードヴィッヒ（ 東ドイツ）
  - 山岳賞：ティエリ・クラヴェローラ（ フランス）
- 世界選手権・プロロードレース：9月2日、 日本・宇都宮市
  - 優勝：ルディ・ダーネンス（ ベルギー） 6時間51分59秒
- ミラノ〜サンレモ：3月17日
  - 優勝：ジャンニ・ブーニョ（ イタリア）
- ロンド・ファン・フラーンデレン：4月1日
  - 優勝：モレノ・アルジェンティン（ イタリア）
- パリ〜ルーベ：4月8日
  - 優勝：エディ・プランカールト（ ベルギー）
- リエージュ〜バストーニュ〜リエージュ：4月16日
  - 優勝：エリック・ファン・ランケル（ ベルギー）
- ジロ・ディ・ロンバルディア：10月20日
  - 優勝：ジユ・ドリオン（ フランス）
- UCI・ロードワールドランキングス
  - 年間第1位：ジャンニ・ブーニョ（ イタリア）
- UCI・ロードワールドカップ
  - 優勝：ジャンニ・ブーニョ（ イタリア）

### トラックレース

#### 競輪
- 日本選手権競輪：決勝日・3月26日 平塚競輪場
  - 優勝：俵信之（北海道）
- 高松宮杯競輪：決勝日・6月5日 大津びわこ競輪場
  - 優勝：鈴木誠（千葉）
- ふるさとダービー：決勝日・7月9日 福井競輪場
  - 優勝：坂本勉（青森）
- 全日本選抜競輪：決勝日・8月2日 青森競輪場
  - 優勝：井上茂徳（佐賀）
- オールスター競輪：決勝日・9月25日 宇都宮競輪場
  - 優勝：滝澤正光（千葉）
- 共同通信社杯ルビーカップレース：10月28日 平塚競輪場
  - 優勝：滝澤正光（千葉）
- 競輪祭：競輪王戦決勝日・11月27日、新人王戦決勝日・11月25日 小倉競輪場
  - 全日本競輪王戦優勝：滝澤正光（千葉）
  - 全日本新人王戦優勝：紫原政文（福岡）
- ふるさとダービー：決勝日・12月11日 広島競輪場
  - 優勝：井上茂徳（佐賀）
- KEIRINグランプリ'90：12月29日 立川競輪場
  - 優勝：坂本勉（青森）
- 賞金王：坂本勉（青森） - 121,627,000円

### シクロクロス
- 世界選手権：2月4日　 スペイン ゲチョ
  - プロ優勝：ヘンク・バールス（ オランダ）